# Agaro
Agaro (en oromo : Aggaaroo) est une ville et un woreda de l'ouest de l'Éthiopie située dans la zone Jimma de la région Oromia. Elle  a une population de 25 458 habitants en 2007.

## Situation
Agaro se trouve vers 1 650 mètres d'altitude, une cinquantaine de kilomètres au nord-ouest de Jimma sur la route en direction de Bedele.

## Histoire
Agaro est l'ancienne capitale d'un royaume indépendant, le royaume de Gomma, un royaume datant du XVIIIe siècle qui a disparu en 1886 au cours des conquêtes de Menelik II.
Au XXe siècle, Agaro est la capitale de l'awraja Limu au nord de la province de Kaffa.
Lors de la réorganisation du pays en régions en 1995, Agaro est le chef-lieu du woreda Gomma dans la zone Jimma de la région Oromia.
La ville obtient elle-même le statut de woreda au plus tard en 2007.

## Démographie
D'après le recensement national réalisé par l'Agence centrale de la statistique d'Éthiopie, Agaro compte 25 458 habitants en 2007, toute la population est urbaine.
La majorité des habitants (61 %) sont musulmans, 34 % sont orthodoxes et 5 % sont protestants.
En 2022, la population d'Agaro est estimée à 52 802 personnes avec une densité de population de 6 451 personnes par km2 et environ 8,2 km2 de superficie.